# Marjan Schwegman
Maria Janna (Marjan) Schwegman (Middenmeer, 20 januari 1951) is een Nederlands historica. Zij was van maart 2007 tot 18 februari 2016 directeur van het NIOD Instituut voor Oorlogs-, Holocaust- en Genocidestudies. Daarnaast is zij sinds 2007 hoogleraar Politiek en Cultuur in de lange twintigste eeuw aan de faculteit Geesteswetenschappen van de Universiteit Utrecht.
Van 2003 tot 2007 was Schwegman directeur van het Koninklijk Nederlands Instituut Rome. Eerder was zij werkzaam aan de Universiteit van Amsterdam, de Universiteit Leiden, de Universiteit Maastricht en de Universiteit Utrecht. In Utrecht was zij bijzonder hoogleraar Vrouwengeschiedenis aan de faculteit der Letteren.
Zij maakte deel uit van de Commissie-Davids, die onderzoek deed naar besluitvorming voor Nederlandse steun aan de Irak-oorlog.
Ze schreef een biografie over Maria Montessori.
Op 18 februari 2016 werd Schwegman door minister Bussemaker onderscheiden als Officier in de Orde van Oranje Nassau. Bij haar afscheid werd het naslagwerkje 101 vrouwen en de oorlog aan haar opgedragen.
- Bibliothèque nationale de France: cb126793169 (data)
- Digitale Bibliotheek voor de Nederlandse Letteren: schw016
- Gemeinsame Normdatei: 1282669745
- International Standard Name Identifier: 0000 0000 7821 0228
- Library of Congress Control Number: n80127904
- Nationale Bibliotheek van Letland: 000032638
- NARCIS: PRS1238956
- Nederlandse Thesaurus van Auteursnamen: 074139487
- Parlement.com: vi0t8c5nutz4
- Système universitaire de documentation: 059894687
- Virtual International Authority File: 12429168
- WorldCat: E39PBJckVF99Hy76f8TCJp3hHC